# James Nunnally
James William Nunnally (ur. 14 lipca 1990 w San Jose) – amerykański koszykarz, występujący na pozycjach rzucającego obrońcy lub niskiego skrzydłowego, obecnie zawodnik zespołu Maccabi Tel Awiw.
Wielokrotnie reprezentował rozmaite drużyny NBA podczas letniej ligi – Sacramento Kings (2012), Miami Heat (2013, 2014), Indiana Pacers (2014, 2015), Philadelphia 76ers (2016), Washington Wizards (2016).
7 stycznia 2019 został zwolniony przez Minnesotę Timberwolves. 14 stycznia podpisał umowę z hiszpańskim klubem Saski Baskonia. Nie rozegrał w barwach klubu żadnego spotkania. 16 stycznia podpisał 10-dniową umowę z Houston Rockets. 27 stycznia porozumiał się w sprawie umowy z włoskim AX Armani Exchange Mediolan. 28 lipca dołączył do chińskiego Szanghaj Sharks.
3 stycznia 2020 po raz kolejny w karierze został zawodnikiem tureckiego Fenerbahçe.
13 kwietnia 2021 zawarł umowę z New Orleans Pelicans na występy zarówno w NBA, jak i zespole G-League. 27 czerwca 2021 dołączył do Maccabi Tel Awiw.

## Osiągnięcia
Stan na 19 sierpnia 2021, na podstawie, o ile nie zaznaczono inaczej.
NCAA
- Uczestnik turnieju NCAA (2010, 2011)
- Mistrz:
  - turnieju konferencji Big West (2010, 2011)
  - sezonu regularnego Big West (2010)
- Zaliczony do:
  - I składu turnieju Big West (2010–2012)
  - II składu Big West (2010, 2012)
  - składu honorable mention All-Big West (2011)
- Lider Big West w skuteczności rzutów z gry (47% – 2012)[12]

Drużynowe
- Mistrz:
  - Euroligi (2017)
  - Turcji (2017, 2018)
- Wicemistrz Euroligi (2018)
- Zdobywca pucharu Prezydenta Turcji (2016, 2017)
- Finalista pucharu Włoch (2016)

Indywidualne
- MVP ligi włoskiej (2016)
- Zaliczony do:
  - I składu turnieju NBA D-League Showcase (2014)
  - II składu D-League (2014)
  - III składu debiutantów D-League (2013)
- Uczestnik meczu gwiazd:
  - D-League (2014)
  - ligi włoskiej (2016)
- Lider ligi tureckiej w skuteczności rzutów za 3 punkty (2017)